# Portugaliae Mathematica
Portugaliae Mathematica ist eine zweimal jährlich erscheinende mathematische Fachzeitschrift. 
Sie existiert seit 1937, erschien aber von 2001 bis 2021 unter dem Namen Portugaliae Mathematica. Nova Série. Bis 2000 wurde sie von der Sociedade Portuguesa de Matematica in Lissabon herausgegeben, seit 2001 erscheint sie bei EMS Press in Berlin, herausgegeben von der European Mathematical Society mit Unterstützung der Portuguese Science Foundation.
Sie veröffentlicht Arbeiten aus allen Gebieten der Mathematik.